# Piero Gamba
Piero Gamba, in zijn jeugdjaren Pierino Gamba genoemd, (Rome, 16 september 1936 – New York, 30 januari 2022) was een Italiaans orkestdirigent en pianist.

## Levensloop
Als zoon van een vader die violist was, werd hij door zijn ouders vroeg aangemoedigd om een muziekinstrument aan te leren. Het werd de piano, hoewel hij ook viool leerde spelen. 
Toen hij acht was werd hij voor het eerst dirigent, door een concert van de Academia di Santa Cecilia te dirigeren in de Opera van Rome. Voor zijn ouders was dit een ontdekking en ze steunden hem in het verder ontwikkelen van een activiteit waarin hij als wonderkind doorging. Hij werd weldra uitgenodigd om bekende orkesten te dirigeren. Hij maakte kennis met de impresario uit Brugge Gaston-Frank De Craeke, die hem onder zijn vleugels nam en met hem van 1949 tot 1951 een wereldtour ondernam, onder meer in Latijns-Amerika. 
Terwijl hij zijn middelbare school afmaakte, bleef Gamba verder orkesten dirigeren en toen hij de volwassen leeftijd bereikte werd het zijn beroep. Hij bleef ook de piano beoefenen en dirigeerde vaak terwijl hij als solist de piano bespeelde.
Hij werd vaste dirigent van verschillende orkesten, onder meer in Latijns-Amerika, Canada en Australië. Hij werd eredirigent voor het leven benoemd door de volgende orkesten:
- de Philharmonie van Antwerpen,
- het Symfonisch Orkest van Madrid,
- het Philharmonisch Orkest van Barcelona,
- het Kamerorkest van Barcelona,
- het orkest A.P.O. van Buenos Aires,
- het orkest A.U.D.E.M. van Montevideo,
- het Nationaal Symfonisch Orkest van Uruguay.

Van 1970 tot 1981 was hij dirigent van het Symfonisch orkest van Winnipeg. Van 1982 tot 1987 was hij hoofddirigent van de Australian Broadcasting Corporation en dirigeerde onder meer het symfonisch orkest van Adelaide.
In 1994-1995 en van 2001 tot 2004 was hij dirigent en muzikaal directeur van het nationaal symfonisch orkest van Uruguay. Op 15 juli 2016 dirigeerde hij het A.U.D.E.M. Symfonisch Orkest van Montevideo voor een historisch concert: de wereldpremière van de correcte versie van de Zevende Symfonie van Beethoven. De stad Montevideo benoemde hem tot ereburger en het A.U.D.E.M. Orkest benoemde hem tot Eredirigent voor het leven.
Hij werkte vooral ook als gastdirigent met talrijke orkesten. Tijdens zijn carrière dirigeerde hij meer dan 120 orkesten.
Hij was ook docent voor orkestdirectie aan de universiteiten van Adelaide, Melbourne, Manila, Winnipeg en Ann Arbor. 
Tijdens een carrière die zeventig jaar overspant traden talrijke artiesten onder zijn leiding op. Onder hen: Luciano Pavarotti, Arthur Rubinstein, Yehudi Menuhin, Roberta Peters, Maureen Forrester, Van Cliburn, Mstislav Rostropovitsj, Gary Graffman, Julius Katchen, Richard Tucker, Zara Nelsova, Ida Haendel, Ruggiero Ricci, Alfredo Campoli, Michael Rabin, Vladimir Ashkenazy, Jean-Pierre Rampal, Henryk Szeryng, Jorge Bolet, Itzhak Perlman, Byron Janis, Igor Oistrach, Stefan Askenase, Simon O'Neill, Marek Jablonski, Pierre Fournier, Carlos Montoya, Robert Merrill, Maurice André, Jeremy Menuhin, Peter Ustinov, Eugene Istomin, György Ligeti, Dennis Brain, Daniel Barenboim, Harry Belafonte, Jeanne-Marie Darré, John Ogdon, Cecile Licad, Bruno Leonardo Gelber, John Williams, José Iturbi, Emanuel Ax, Nina Milkina, Esteban Sánchez, Aldo Ciccolini, Uto Ughi, Philippe Entremont, Shura Cherkassky, Peter Katin, José Cubiles, Jesús Hernández en Michael Ponti. 
In 1962 werd hem de Arnold Bax Memorial Medal (Groot-Brittannië) toegekend.
In 1964 stichtte hij Symphonicum Europae Foundation, met als doel door de muziek een betere verstandhouding onder de mensen te bevorderen. Koningin Elisabeth van België werd erevoorzitster en als medestichters traden op: Pablo Casals, Victor de Sabata, Philip Newman, Albert Schweitzer, Andres Segovia en Igor Stravinsky. De dood, kort na de oprichting, van een paar belangrijke ondersteuners (koningin Elisabeth, Schweitzer en Casals) maakte dat de activiteiten eerder in mineur gebeurden, maar ze gingen toch decennialang door, met wisselende orkesten en belangrijke uitvoerenden.
In 1999 nodigde hij een aantal musici - allen concertmeesters of aanvoerders van orkestsecties - om de Negende van Beethoven uit te voeren in het New Yorkse Lincoln Center. Dit 'Millennium Gala Concert of the Nations' werd een bijzondere gebeurtenis.
Piero Gamba leefde en werkte voornamelijk in New York. Hij overleed daar op 85-jarige leeftijd.